# Derk Jan Eppink (bedrijfskundige)
Derk Jan (Jan) Eppink (Nijkerk, 15 juni 1944) is een Nederlands bedrijfskundige, organisatieadviseur en emeritus hoogleraar Management en Organisatie aan de Vrije Universiteit Amsterdam.

## Levensloop

### Studie en academische carrière
Na een studie bedrijfseconomie aan de Vrije Universiteit Amsterdam te hebben gevolgd, werkte Eppink van 1968 tot 1969 als assistent-accountant bij Klijnveld. Kraayenhof en CO. Daarna was hij tot 1973 directiesecretaris bij Knopenfabriek Nijkerk. In 1973 keerde hij terug naar de Vrije Universiteit als wetenschappelijk medewerker aan de economische faculteit. Hier promoveerde hij in 1978 onder begeleiding van Igor Ansoff op het proefschrift Managing the unforeseen. A study of flexibility. De Amerikaanse Ansoff was in dit tijd werkzaam bij het European Institute for Advanced Studies in Management in Brussel.
Als wetenschappelijk hoofdmedewerker aan de economische faculteit leidde Eppink in de jaren 1980 een onderzoek naar strategieën en structuur in de Nederlandse verzekeringsbranche. Hij mengde zich daarbij in 1986 in het publieke debat over Centraal Beheer en Interpolis. Zo ook verdedigde hij in 1993 het investeringsbeleid van de KLM, die op zijn aandelen in Air Littoral een flink verlies had geleden.
Aan de Vrije Universiteit Amsterdam werd Eppink in 1989 benoemd tot bijzonder hoogleraar Strategie en omgeving. In 1995 volgde de aanstelling tot gewoon hoogleraar Management en Organisatie. Eerder was hij gasthoogleraar bij ESSEC, (de grande école) in Cergy-Pontoise. Hij doceerde ook in het 'programme doctoral' van IAE, in Aix-en-Provence. Ook gaf hij gastcolleges in vele landen.

### Verdere werkzaamheden
Naast zijn werk aan de universiteit deed Eppink werk voor organisatieadviesbureaus als AEF, Berenschot, Boer & Croon en Felix & Co. Hij zat jaren in de redactieraad van de internationale tijdschriften Strategic Management Journal en Long Range Planning Journal. Hij deed verder bestuurswerk voor enige Nederlandse en internationale organisaties, en was lid van de Raad van Commissarissen van enkele ondernemingen en lid van de Raad van Toezicht van enkele zorginstellingen. Bij de NCOI Opleidingsgroep was hij tot medio 2019 voorzitter van de Academic Board met als aandachtsgebied bedrijfskunde.
Samen met Doede Keuning schreef hij Management en Organisatie. Theorie en toepassing uit 1978, dat daarna vele heruitgave beleefde. Dit boek werd een klassieker, een "soort Aap Noot Mies voor universitair geschoolde economen," waarvan in veertig jaar tijd meer dan 225 duizend exemplaren werden verkocht. Met Gert-Jan Melker en Peter Tack als coauteurs schreef hij in 2011 Bouwstenen van management en organisatie. In 2023 verscheen de derde druk van Strategisch Management, Spreiding, positionering en samenwerking met Gert-Jan Melker als coauteur.

## Publicaties, een selectie
- Management en Organisatie. Theorie en toepassing, met Doede Keuning, 1e dr. 1978, 10e dr. 2009.
- Ondernemingsstrategie, met Sytse Douma. Deventer : Kluwer Bedrijfswetenschappen, 1993.
- Bouwstenen van management en organisatie, met Gert-Jan Melker en Peter Tack, 1e druk 2011, 5e herziene druk 2024.
- Strategisch management. Spreiding, positionering en samenwerking, 1e druk 2014, 3e druk 2023 met Gert-Jan Melker

## Trivia
Een van de stellingen in Eppink's proefschrift betrof de winstbepaling. Zo stelde hij: 
Zolang de fiscus winstbepaling op basis van vervangingswaarde niet toestaat, verdient het aanbeveling in de kostprijscalculatie rekening te houden met de te betalen belasting over de schijnwinsten 
Zijn laatste stelling betrof de waarschuwing bij snoepreclames op televisie, waarover hij stelde: 
Het tonen van een gestileerde tandenborstel bij snoepreclames op de televisie heeft vaak een omgekeerd effect. Beter ware het deze afbeelding te vervangen door een realistische weergave van een aangetast kindergebit.